# Lhota pod Libčany

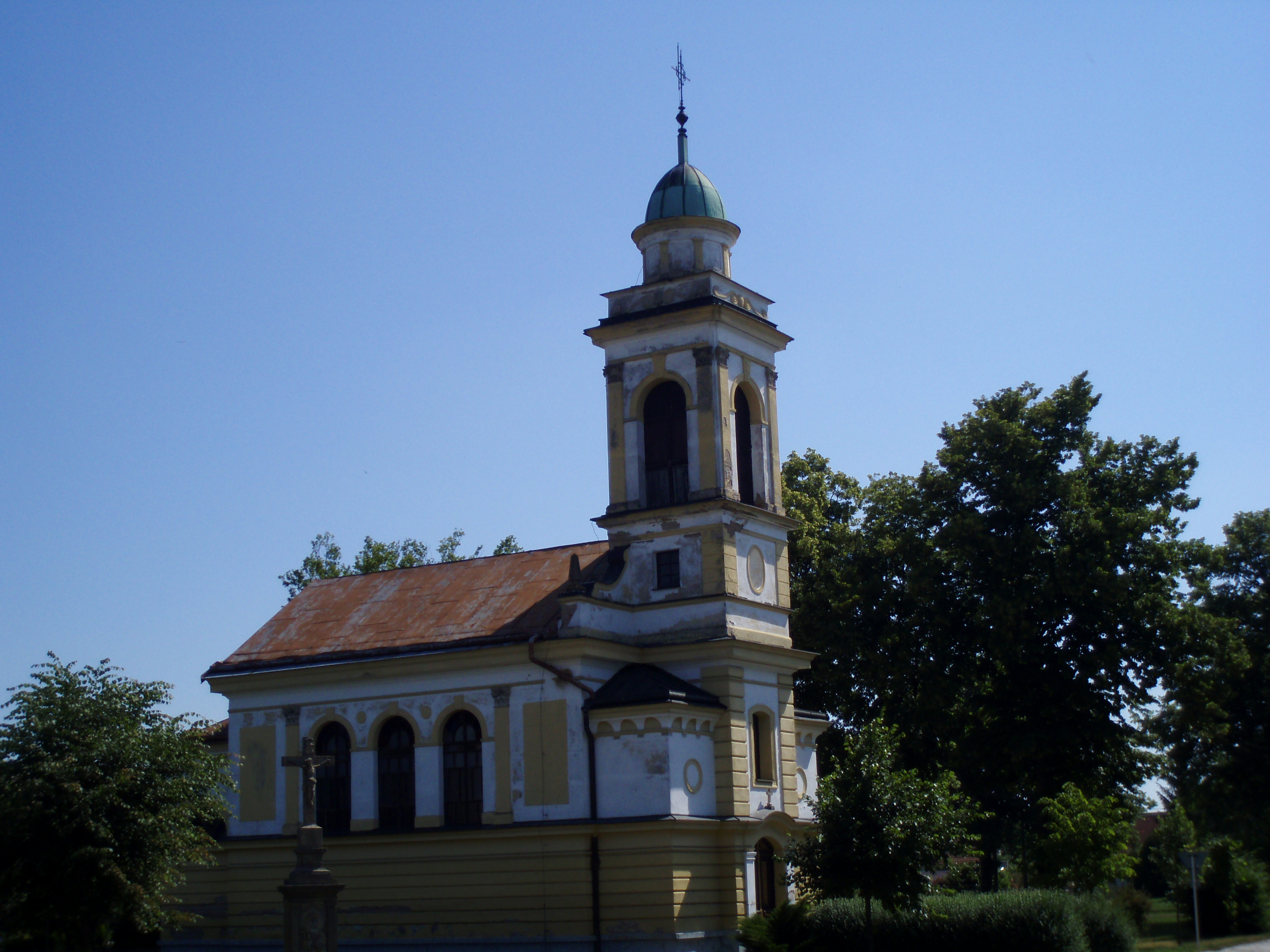
Kapelle der hl. Dreifaltigkeit

Lhota pod Libčany (deutsch Lhota unter Liebtschan, auch Lhota bei Liebtschan) ist eine Gemeinde in Tschechien. Sie liegt elf Kilometer südwestlich des Stadtzentrums von Hradec Králové und gehört zum Okres Hradec Králové.

## Geographie
Lhota pod Libčany befindet sich in der Východolabská tabule (Tafelland an der östlichen Elbe). Nördlich des Dorfes verläuft die Straße I/11 zwischen Hradec Králové und Chlumec nad Cidlinou; südlich die Bahnstrecke Chlumec nad Cidlinou–Międzylesie.
Nachbarorte sind Želí, Libčany und Hvozdnice im Norden, Nové Hvozdnice, Hřibsko und Urbanice im Nordosten, Praskačka im Osten, Pohřebačka, Libišany und Sedlice im Südosten, Hubenice, Polizy und Trávník im Süden, Syrovátka, Benátky und Obědovice im Südwesten, Kratonohy und Roudnice im Westen sowie Boharyně, Horka und Homyle im Nordwesten.

## Geschichte
Das Dorf wurde um 1375 durch das Benediktinerkloster Opatowitz als Holzfällersiedlung gegründet, nachdem dieses den zwischen Osice und Libčany gelegenen Wald Trávník erworben hatte; die Ortsgründung erfolgte dabei nach dem Lhotensystem. Zur Unterscheidung von Vlčkova Lhota erhielt der Ort den Namenszusatz pod Libčany. Nachdem das Kloster 1421 von den Hussiten unter Diviš Bořek von Miletínek und Aleš von Riesenburg geplündert und niedergebrannt worden war, teilten Diviš Bořek und die Stadt Hradec Králové die ausgedehnten Besitzungen unter sich auf. Gemäß einer zwischen beiden geschlossenen Vereinbarung fiel der nördliche Teil der Klostergüter der Stadt zu, während Diviš Bořek aus dem übrigen Teil die Herrschaft Kunburg bildete.
Die erste urkundliche Erwähnung von Lhota pod Libčany erfolgte 1436, als König Sigismund das Dorf landtäflisch an Diviš Bořek überschrieb. Im Jahre 1464 erwarb Georg von Podiebrad die Herrschaft Kunburg; am 5. April 1465 überschrieb er die Herrschaften Pardubitz und Kunburg seinen Söhnen Viktorin, Heinrich und Hynek von Münsterberg. 1472 fielen beide Herrschaften Heinrich von Münsterberg zu, er verkaufte sie 1490 an Wilhelm von Pernstein. Dessen Sohn Jaroslav veräußerte die Herrschaften 1560 an König Ferdinand I. Im Jahre 1580 kaufte der Hauptmann der Kronherrschaft Pardubitz, Jiří Škornice Balbín von Vorličná das Dorf von König Rudolf II. Er ließ das alte Dörfchen Lhota nach Osten stark erweitern; entlang eines großen Dorfplatzes von 800 m Länge und 80 m Breite entstand ein neues Straßendorf mit Hufenflur. Dadurch wuchs Lhota von 16 auf 40 Häusern an. Nachdem Jiří Škornice 1589 an der Pest verstorben war, erbten dessen Söhne das Gut Lhota pod Libčany. Jan Bedřich Balbín von Vorličná verkaufte das Gut wieder an Rudolf II. 1774 eröffnete im Dorf eine zweiklassige Privatschule. 1827 entwickelte der Schmied Václav Novotný in der Schmiede von Lhota (Nr. 4) zusammen mit seinem Schwager Václav Veverka aus Rybitví einen neuartigen Pflug.
Im Jahre 1835 bestand das im Chrudimer Kreis südlich der von Königgrätz nach Chlumetz führenden Chaussee gelegene Dorf Lhota unter Liebtschan, auch Lhota bei Liebtschan, bzw. Lhota pod Libčany genannt, aus 80 Häusern, in denen 609 Personen, darunter zwei jüdische Familien lebten. Abseits des Dorfes lag an der Chaussee das Neue Wirtshaus. Pfarrort war Liebtschan. 78 der Häuser waren der k.k. Kameralherrschaft Pardubitz untertänig; zwei Häuser mit 10 Einwohnern, darunter die Ausspanne Neues Wirtshaus. gehörten zum Stiftungsgut Liebtschan im Königgrätzer Kreis.
Nach der Aufhebung der Patrimonialherrschaften bildete Lhota pod Libčany ab 1849 eine Gemeinde im Gerichtsbezirk Pardubitz. 1868 wurde die Gemeinde dem neugebildeten Bezirk Pardubitz zugeordnet. Die Privatschule wurde 1870 durch eine Dorfschule ersetzt, die 1906 in ein neues Schulgebäude umzog. Die Freiwillige Feuerwehr wurde 1884 gegründet. Im Jahre 1900 wurde die Kapelle der hl. Dreifaltigkeit erbaut, 1911 erhielt der Ort elektrischen Strom. In der Zwischenkriegszeit bestanden in Lhota pod Libčany eine Kartonagen- und Linoleumfabrik, eine Zichorienkaffeerösterei sowie die Firma SVIT, die Waschmaschinen und Leuchter fertigte, sämtliche Unternehmen erloschen nach dem Zweiten Weltkrieg. In der zweiten Hälfte des 20. Jahrhunderts wurde das Dorf durch neue Einfamilienhäuser vergrößert. 1976 wurden Hubenice, Osice, Osičky, Trávník und Polizy eingemeindet. Mit Ausnahme von Hubenice lösten sich 1990 sämtliche Ortsteile wieder von Lhota pod Libčany los. Seit 2004 führt die Gemeinde ein Wappen und Banner.

## Gemeindegliederung
Die Gemeinde Lhota pod Libčany besteht aus den Ortsteilen Hubenice (Hubenitz) und Lhota pod Libčany (Lhota unter Liebtschan), die zugleich auch Katastralbezirke bilden.

## Sehenswürdigkeiten
- Kapelle der hl. Dreifaltigkeit, erbaut 1900
- achteckiger Schrotholzspeicher aus dem Jahre 1775

## Persönlichkeiten
- Matěj Kopecký (1775–1847), Puppenspieler
- Die Brüder František (1796–1849) und Václav Veverka (1799–1849) vollendeten 1827 den von ihnen konstruierten steilwendenden Sturzpflug in der örtlichen Schmiede in seine endgültige Form.